# 1985年
1985年（1985 ねん）は、西暦（グレゴリオ暦）による、火曜日から始まる平年。昭和60年。
この項目では、国際的な視点に基づいた1985年について記載する。

## 他の紀年法
- 干支：乙丑（きのと うし）
- 日本（月日は一致）
  - 昭和60年
  - 皇紀2645年
- 大韓民国（月日は一致）
  - 檀紀4318年
- 中華民国（月日は一致）
  - 中華民国74年
- 朝鮮民主主義人民共和国（月日は一致）
  - 主体74年
- 仏滅紀元：2527年 - 2528年
- イスラム暦：1405年4月8日 - 1406年4月18日
- ユダヤ暦：5745年4月8日 - 5746年4月19日
- Unix Time：473385600 - 504921599
- 修正ユリウス日 (MJD)：46066 - 46430
- リリウス日 (LD)：146907 - 147271

※ 主体暦は、朝鮮民主主義人民共和国で1997年に制定された。

## カレンダー
| 1月 |    |    |    |    |    |    |
| 日  | 月 | 火 | 水 | 木 | 金 | 土 |
|     |    | 1  | 2  | 3  | 4  | 5  |
| 6   | 7  | 8  | 9  | 10 | 11 | 12 |
| 13  | 14 | 15 | 16 | 17 | 18 | 19 |
| 20  | 21 | 22 | 23 | 24 | 25 | 26 |
| 27  | 28 | 29 | 30 | 31 |    |    |
|     |    |    |    |    |    |    |

| 2月 |    |    |    |    |    |    |
| 日  | 月 | 火 | 水 | 木 | 金 | 土 |
|     |    |    |    |    | 1  | 2  |
| 3   | 4  | 5  | 6  | 7  | 8  | 9  |
| 10  | 11 | 12 | 13 | 14 | 15 | 16 |
| 17  | 18 | 19 | 20 | 21 | 22 | 23 |
| 24  | 25 | 26 | 27 | 28 |    |    |
|     |    |    |    |    |    |    |

| 3月 |    |    |    |    |    |    |
| 日  | 月 | 火 | 水 | 木 | 金 | 土 |
|     |    |    |    |    | 1  | 2  |
| 3   | 4  | 5  | 6  | 7  | 8  | 9  |
| 10  | 11 | 12 | 13 | 14 | 15 | 16 |
| 17  | 18 | 19 | 20 | 21 | 22 | 23 |
| 24  | 25 | 26 | 27 | 28 | 29 | 30 |
| 31  |    |    |    |    |    |    |
|     |    |    |    |    |    |    |

| 4月 |    |    |    |    |    |    |
| 日  | 月 | 火 | 水 | 木 | 金 | 土 |
|     | 1  | 2  | 3  | 4  | 5  | 6  |
| 7   | 8  | 9  | 10 | 11 | 12 | 13 |
| 14  | 15 | 16 | 17 | 18 | 19 | 20 |
| 21  | 22 | 23 | 24 | 25 | 26 | 27 |
| 28  | 29 | 30 |    |    |    |    |
|     |    |    |    |    |    |    |

| 5月 |    |    |    |    |    |    |
| 日  | 月 | 火 | 水 | 木 | 金 | 土 |
|     |    |    | 1  | 2  | 3  | 4  |
| 5   | 6  | 7  | 8  | 9  | 10 | 11 |
| 12  | 13 | 14 | 15 | 16 | 17 | 18 |
| 19  | 20 | 21 | 22 | 23 | 24 | 25 |
| 26  | 27 | 28 | 29 | 30 | 31 |    |
|     |    |    |    |    |    |    |

| 6月 |    |    |    |    |    |    |
| 日  | 月 | 火 | 水 | 木 | 金 | 土 |
|     |    |    |    |    |    | 1  |
| 2   | 3  | 4  | 5  | 6  | 7  | 8  |
| 9   | 10 | 11 | 12 | 13 | 14 | 15 |
| 16  | 17 | 18 | 19 | 20 | 21 | 22 |
| 23  | 24 | 25 | 26 | 27 | 28 | 29 |
| 30  |    |    |    |    |    |    |
|     |    |    |    |    |    |    |

| 7月 |    |    |    |    |    |    |
| 日  | 月 | 火 | 水 | 木 | 金 | 土 |
|     | 1  | 2  | 3  | 4  | 5  | 6  |
| 7   | 8  | 9  | 10 | 11 | 12 | 13 |
| 14  | 15 | 16 | 17 | 18 | 19 | 20 |
| 21  | 22 | 23 | 24 | 25 | 26 | 27 |
| 28  | 29 | 30 | 31 |    |    |    |
|     |    |    |    |    |    |    |

| 8月 |    |    |    |    |    |    |
| 日  | 月 | 火 | 水 | 木 | 金 | 土 |
|     |    |    |    | 1  | 2  | 3  |
| 4   | 5  | 6  | 7  | 8  | 9  | 10 |
| 11  | 12 | 13 | 14 | 15 | 16 | 17 |
| 18  | 19 | 20 | 21 | 22 | 23 | 24 |
| 25  | 26 | 27 | 28 | 29 | 30 | 31 |
|     |    |    |    |    |    |    |

| 9月 |    |    |    |    |    |    |
| 日  | 月 | 火 | 水 | 木 | 金 | 土 |
| 1   | 2  | 3  | 4  | 5  | 6  | 7  |
| 8   | 9  | 10 | 11 | 12 | 13 | 14 |
| 15  | 16 | 17 | 18 | 19 | 20 | 21 |
| 22  | 23 | 24 | 25 | 26 | 27 | 28 |
| 29  | 30 |    |    |    |    |    |
|     |    |    |    |    |    |    |

| 10月 |    |    |    |    |    |    |
| 日   | 月 | 火 | 水 | 木 | 金 | 土 |
|      |    | 1  | 2  | 3  | 4  | 5  |
| 6    | 7  | 8  | 9  | 10 | 11 | 12 |
| 13   | 14 | 15 | 16 | 17 | 18 | 19 |
| 20   | 21 | 22 | 23 | 24 | 25 | 26 |
| 27   | 28 | 29 | 30 | 31 |    |    |
|      |    |    |    |    |    |    |

| 11月 |    |    |    |    |    |    |
| 日   | 月 | 火 | 水 | 木 | 金 | 土 |
|      |    |    |    |    | 1  | 2  |
| 3    | 4  | 5  | 6  | 7  | 8  | 9  |
| 10   | 11 | 12 | 13 | 14 | 15 | 16 |
| 17   | 18 | 19 | 20 | 21 | 22 | 23 |
| 24   | 25 | 26 | 27 | 28 | 29 | 30 |
|      |    |    |    |    |    |    |

| 12月 |    |    |    |    |    |    |
| 日   | 月 | 火 | 水 | 木 | 金 | 土 |
| 1    | 2  | 3  | 4  | 5  | 6  | 7  |
| 8    | 9  | 10 | 11 | 12 | 13 | 14 |
| 15   | 16 | 17 | 18 | 19 | 20 | 21 |
| 22   | 23 | 24 | 25 | 26 | 27 | 28 |
| 29   | 30 | 31 |    |    |    |    |
|      |    |    |    |    |    |    |

## できごと
- 国際青少年年（英語版）

### 1月
- 1月20日 - ロナルド・レーガンがアメリカ合衆国大統領の2期目の任期開始。

### 2月
- 2月6日 - スティーブ・ウォズニアックが米Apple Computerを去る。
- 2月16日
  - 中華航空006便急降下事故。乗員乗客52人負傷。
  - イスラエル軍がレバノンからの撤退開始。
- 2月20日 - ミノルタが世界初のAF一眼レフカメラ「α-7000」を発売。

### 3月

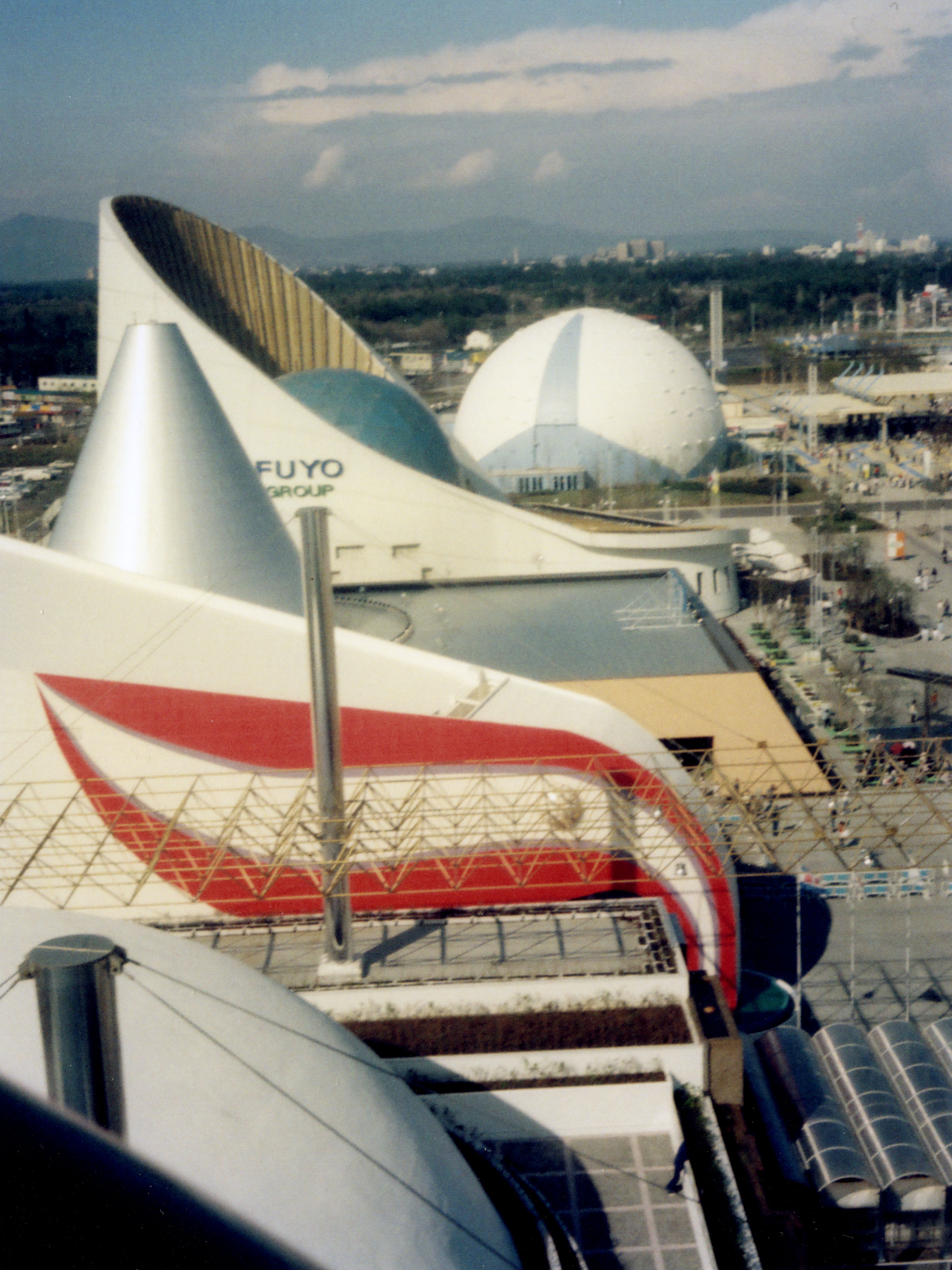
国際科学技術博覧会（つくば'85）開催（3月17日）

- 3月3日 - 第2回名古屋国際女子マラソンで、佐々木七恵（エスビー食品）が大会初優勝。
- 3月4日 - アメリカ食品医薬品局、献血された血液に対するHIV検査を承認。
- 3月10日 - ソ連共産党書記長・チェルネンコが死去。
- 3月11日
  - ゴルバチョフがソ連共産党書記長に就任。
  - イギリス・ロンドンのデパートハロッズが、エジプト人実業家モハメド・アルファイドに買収される。
- 3月15日 - DNSに最初のドメイン名「symbolics.com」が登録される。
- 3月17日 - 国際科学技術博覧会（つくば'85）開催（〜9月16日）
- 3月19日 - イラン・イラク戦争で空襲警報が鳴り響く中、トルコ航空が自国民より優先して日本人全員を救出。

### 4月
- 4月15日 - 南アフリカ共和国、異民族間の結婚を禁止する法律を廃止。
- 4月19日 - ソビエト連邦、東カザフスタンで核実験を行う。
- 4月23日 - コカ・コーラが味とロゴマークを一新した「New Coke」発売（カンザス計画も参照）。

### 5月
- 5月2日 - 第11回サミット開催。
- 5月11日 - ブラッドフォード・サッカー場火災。イギリス・ブラッドフォードのサッカー場で試合中に火災が発生し、56人が死亡。
- 5月25日 - バングラデシュでサイクロン被害、約1万人が死亡。
- 5月29日
  - ヘイゼルの悲劇。UEFAチャンピオンズカップ決勝会場のヘイゼル・スタジアム（ベルギー・ブリュッセル）で暴動発生、観客39人が死亡。この結果、サッカーの母国イングランドが国際舞台から姿を消す。
  - アメリカ・オハイオ州、ペンシルベニア州、ニューヨーク州と、カナダ・オンタリオ州を計41の竜巻が襲撃、76人死亡。
- 5月31日 - 港島線「金鐘-柴湾」開業。
- 日付不詳 - モスクワ科学アカデミーのアレクセイ・パジトノフがテトリスを開発[要出典]。

### 6月
- 6月18日 - 豊田商事会長刺殺事件。豊田商事会長・永野一男が大阪府大阪市北区天神橋の自宅マンションで殺害される。
- 6月23日 - インド航空182便爆破事件。乗客乗員329人全員死亡。

### 7月
- 7月〜8月 - 毒入りワイン騒動
- 7月3日 - 映画『バック・トゥ・ザ・フューチャー』がアメリカで劇場公開。
- 7月9日 - マレーシアの自動車メーカー・プロトンが「サガ」を発売（2008年まで23年間生産された）。
- 7月10日 - フランス対外治安総局、ニュージーランド・オークランド港でグリーンピースの船舶「レインボー・ウォリアー」を爆破撃沈。
- 7月11日 - 能登線列車脱線事故が発生。乗客7名が死亡、国鉄職員を含む32名が負傷。
- 7月13日 - ライヴエイドコンサートが開かれる。
- 7月17日 - アメリカ合衆国カリフォルニア州アナハイムにあるディズニーランドが開園30周年。
- 7月19日 - ヒョウとライオンの雑種・レオポンの「ジョニー」が死亡。
- 7月26日 - 長野県の地附山で大規模な地すべりが発生、死者26人、負傷者14人、全半壊家屋60棟。戸隠バードラインが寸断され、復旧断念。

### 8月

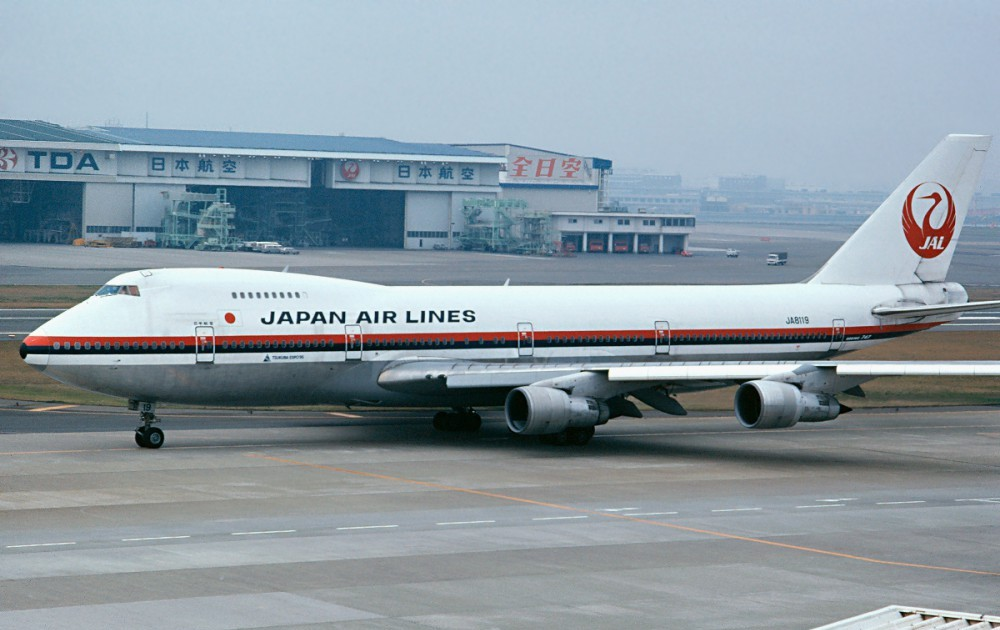
日本航空123便墜落事故の当該機

- 8月2日 - デルタ航空191便墜落事故。ダラス・フォートワース国際空港付近でロッキード L-1011 トライスターが墜落。乗客乗員163人のうち134人と、地上にいて事故に巻き込まれた1人の計135人が死亡。
- 8月12日 - 日本航空123便墜落事故が発生。乗客乗員524人のうち520人死亡。単独機として史上最悪の事故。
- 8月15日 - 南京大虐殺紀念館、日中戦争終結40周年の一環としてオープン。
- 8月22日 - ブリティッシュ・エアツアーズ28M便火災事故。乗員乗客137人のうち55人死亡。
- 8月25日 - 韓国・北朝鮮、第9回南北赤十字会談（〜28日、平壌）。

### 9月
- 9月1日 - アメリカ合衆国とフランスの合同捜査チーム、大西洋で沈没したタイタニック号の船体を発見。
- 9月13日 - 任天堂のアクションゲーム『スーパーマリオブラザーズ』が日本で発売（北米では10月、欧州では1987年に発売）。
- 9月19日 - メキシコでマグニチュード8.1の巨大地震、メキシコシティ付近を中心に大被害、9千人以上死亡、3万人以上がけが、9万人以上が家屋を失う被害（メキシコ地震）。
- 9月22日 - アメリカのニューヨークでG5がプラザ合意。翌日ドルは暴落。日本円は1ドル200円台から100円台に高騰した。この後日本は円高不況を経てバブル景気へ向かう。

### 10月

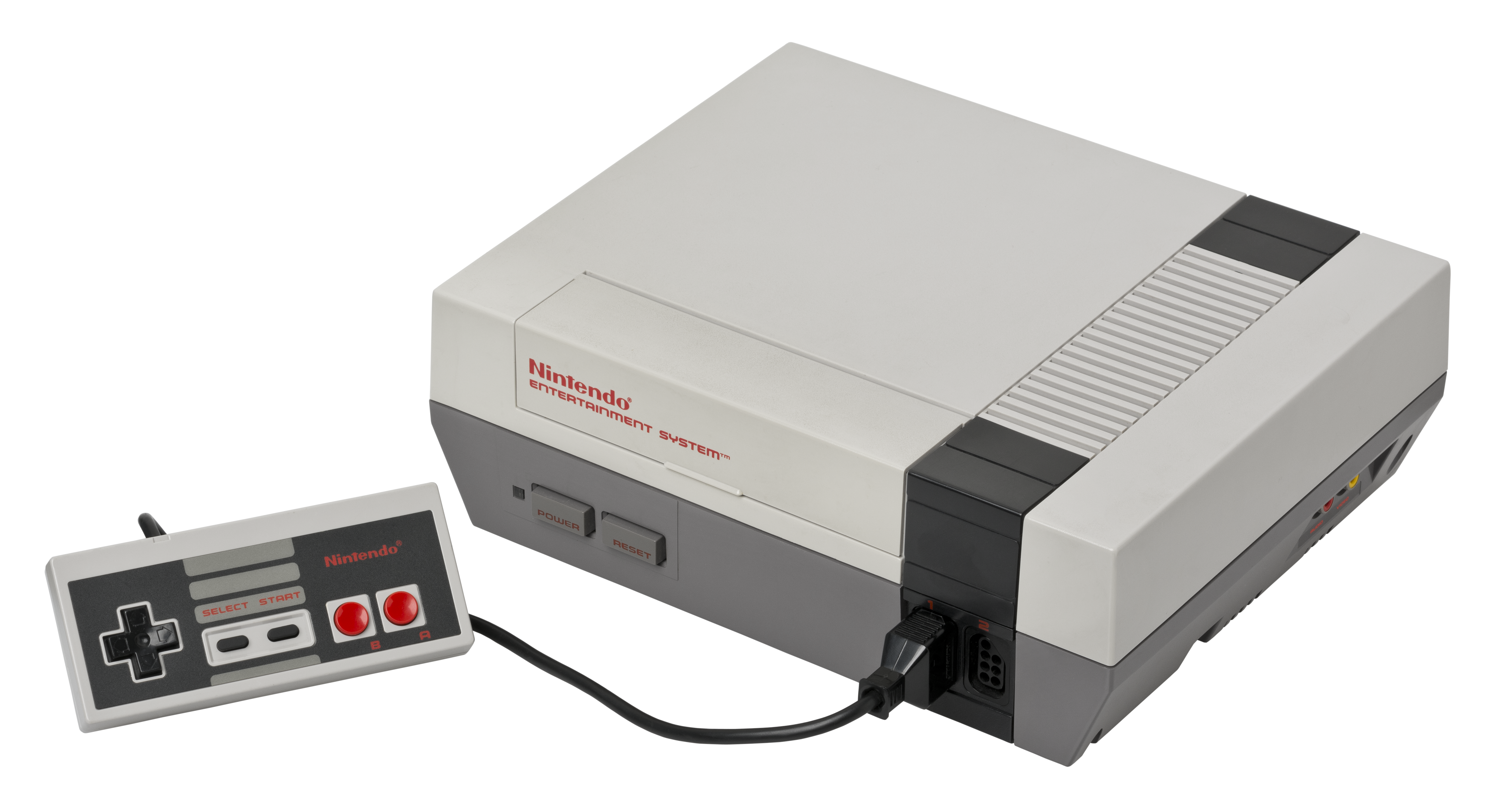
Nintendo Entertainment System

- 10月18日 - 任天堂が北米で "Nintendo Entertainment System"（略称：NES、日本のファミリーコンピュータに相当）を発売（欧州では翌年に発売）。『スーパーマリオブラザーズ』が同時発売され、大ヒットとなった。

### 11月
- 11月6日 - コロンビア最高裁占拠事件。人質115人死亡。
- 11月13日 - コロンビアのネバドデルルイス火山が噴火、2万人超の死者が出る大惨事。
- 11月19日 - アメリカ合衆国大統領のロナルド・レーガンとソ連共産党書記長のミハイル・ゴルバチョフが、スイス・ジュネーヴで初会談を行う。
- 11月23日 - エジプト航空648便ハイジャック事件。乗員乗客98人のうち60人死亡。
- 11月29日 - 過激派による国電同時多発ゲリラ事件。首都圏、大阪を初め各地で線路のケーブルが切断されダイヤが混乱。600万人に影響が出る。

### 12月
- 12月12日 - アロー航空1285便墜落事故。DC-8が、カナダ・ニューファンドランド・ラブラドール州のギャンダー国際空港の離陸直後に失速、墜落。エジプト・カイロから帰国の途にあったアメリカ陸軍第101空挺師団所属の乗客248人と乗員8人の256人全員死亡。カナダ国内で発生した最悪の航空事故。
- 12月23日 - サンバレーモール墜落事故。カリフォルニア州のコンコード郊外のブキャナン・フィールド空港に向かっていた3人乗りのビーチクラフト バロンが濃霧の中で着陸に失敗し、空港に程近いショッピングモールに墜落。搭乗していた3人に加え、地上の4人が死亡した。原因は濃霧によってパイロットが空間識失調に陥り、操縦を誤ったためとされる。
- 12月27日 - ローマ空港・ウィーン空港同時テロ事件。19人死亡。

## 周年
以下に、過去の主な出来事からの区切りの良い年数（周年）を記す。
- 第二次世界大戦・太平洋戦争関連、終結から40年。
  - 1月27日 - ソビエト連邦軍によるアウシュヴィッツ＝ビルケナウ強制収容所解放。
  - 2月4日〜2月11日 - ヤルタ会談
  - 2月19日〜3月26日 - 硫黄島の戦い
  - 3月10日 - 東京大空襲
  - 3月27日〜6月20日 - 沖縄戦
  - 4月7日 - 大日本帝国海軍の戦艦大和撃沈。
  - 4月16日〜5月8日 - ベルリンの戦い。
  - 4月30日 - アドルフ・ヒトラーが自殺。
  - 8月6日 - 広島市への原子爆弾投下
  - 8月9日 - 長崎市への原子爆弾投下
  - 8月11日〜8月25日 - 樺太の戦い (1945年)
  - 8月14日 - 日本がポツダム宣言受諾。
  - 8月15日 - 終戦の日
  - 9月2日 - 日本の降伏文書調印により第二次世界大戦・太平洋戦争終結。
- 3月8日 - 血の日曜日事件（セルマの大行進）から20年。
- 4月5日 - 原爆ドーム（当時は広島県物産陳列館）竣工70周年。
- 4月14日 - リンカーン大統領暗殺事件から120年。
- 4月30日 - ベトナム戦争サイゴン陥落から10年。
- 7月26日 - モルディブ独立20周年。
- 8月15日 - ムジブル・ラフマン暗殺から10年。
- 9月5日 - 日露戦争による日露講和条約（ポーツマス条約）締結80周年。
- 10月10日 - 朝鮮労働党結党40周年。
- 10月24日 - 国際連合発足40周年。
- 12月18日 - 日韓国交正常化20周年。

## 芸術・文化・ファッション

### スポーツ
- モータースポーツ
  - 世界耐久選手権
    - 日本大会で、マーチ85G/日産を駆る星野一義が優勝、日本人初の世界選手権勝者
    - スパ・フランコルシャン大会でシュテファン・ベロフが事故死

  - F1世界選手権
    - ドライバーズ・チャンピオン アラン・プロスト(マクラーレン)
    - コンストラクターズ・チャンピオン マクラーレン・TAGポルシェ

  - ロードレース世界選手権
    - 500cc フレディ・スペンサー
    - 250cc フレディ・スペンサー

## 誕生

### 1月
- 1月1日 - スティーヴン・デイヴィス、サッカー選手
- 1月1日 - ハファエル・バストス、サッカー選手
- 1月1日 - ヤディル・ムヒカ、野球選手
- 1月2日 - 滕海浜、体操競技選手
- 1月4日 - アル・ジェファーソン、バスケットボール選手
- 1月4日 - ロス・ターンブル、サッカー選手
- 1月5日 - 小出由華、タレント、女優、モデル
- 1月6日 - 徐孝琳（中国語版、英語版）、女優
- 1月6日 - マヌエル・O・ロドリゲス、元マイナーリーガー
- 1月7日 - ルイス・ハミルトン、F1レーサー
- 1月11日 - フランク・モンティエ、野球選手
- 1月14日 - ショーン・ソーヤー、フィギュアスケート選手
- 1月16日 - ジョー・フラッコ、アメリカンフットボール選手
- 1月16日 - パブロ・サバレタ、サッカー選手
- 1月17日 - シモーネ・シモンズ、歌手、エピカ
- 1月18日 - リッカルド・モントリーヴォ、サッカー選手
- 1月18日 - 和田理沙、女優
- 1月19日 - アルペル・ウチャル、フィギュアスケート選手
- 1月19日 - シェイ・リリーホワイト、野球選手
- 1月20日 - アレクサンデル・パヴレンコ、サッカー選手
- 1月20日 - 井上麻里奈、声優
- 1月20日 - ルイス・ペレス、プロ野球選手
- 1月21日 - サーシャ・ピヴォヴァロヴァ、ファッションモデル
- 1月22日 - オリアンティ、ミュージシャン・ギタリスト
- 1月22日 - 呉猛、プロ野球選手
- 1月23日 - ドウツェン・クロース、ファッションモデル
- 1月25日 - エイシー・ロー、バスケットボール選手
- 1月29日 - サロメ・ステヴナン、女優
- 1月29日 - マルク・ガソル、バスケットボール選手
- 1月31日 - アダム・フェデリチ、サッカー選手

### 2月
- 2月1日 - エリアン・エレラ、プロ野球選手
- 2月1日 - ニキタ・バゼノフ、サッカー選手
- 2月2日 - 桐山漣、俳優
- 2月2日 - シルヴェストレ・ヴァレラ、サッカー選手
- 2月5日 - クリスティアーノ・ロナウド、サッカー選手
- 2月6日 - クリス・ハンフリーズ、バスケットボール選手
- 2月6日 - ヨルビス・ボロト、野球選手
- 2月7日 - 李玲、陸上競技選手
- 2月8日 - 徐宥利（中国語版、英語版）、声優、女優
- 2月8日 - 松下奈緒、女優
- 2月10日 - ポール・ミルサップ、バスケットボール選手
- 2月13日 - ローガン・オンドルーセック、プロ野球選手
- 2月14日 - フィリップ・センデロス、サッカー選手
- 2月18日 - 河西健吾、声優
- 2月19日 - ダン・オテロ、メジャーリーガー
- 2月20日 - キム・ヘミン、フィギュアスケート選手
- 2月20日 - ユーリャ、歌手（元T.A.T.u.）
- 2月20日 - ライアン・スウィーニー、メジャーリーガー
- 2月21日 - ゲオルギオス・サマラス、サッカー選手
- 2月22日 - 髙坂篤志、声優
- 2月25日 - ジョアキム・ノア、バスケットボール選手
- 2月26日 - フェルナンド・ジョレンテ、サッカー選手
- 2月27日 - エレーナ・リアブチュク、フィギュアスケート選手
- 2月27日 - ジェニファー・ウェスター、フィギュアスケート選手
- 2月27日 - チョ・ヘリョム、フィギュアスケート選手
- 2月27日 - ディニャル・ビリャレトディノフ、サッカー選手
- 2月28日 - エレナ・ヤンコビッチ、テニス選手
- 2月28日 - ジエゴ・リバス・ダ・クーニャ、サッカー選手

### 3月
- 3月2日 - ブランドン・ウッド、メジャーリーガー
- 3月2日 - マキシム・ザボジン、フィギュアスケート選手
- 3月2日 - 三宅華也、声優
- 3月2日 - レジー・ブッシュ、アメリカンフットボール選手
- 3月4日 - コトリッチ、写真家
- 3月4日 - マイケル・マッケンリー、メジャーリーガー
- 3月5日 - ブラッド・ミルズ、プロ野球選手
- 3月5日 - 松山ケンイチ、俳優
- 3月8日 - エヴァ・ソネット、モデル、歌手
- 3月9日 - アントン・コワレフスキー、フィギュアスケート選手
- 3月10日 - ラッサナ・ディアッラ、サッカー選手
- 3月11日 - ソーニャ・ラデヴァ、フィギュアスケート選手
- 3月11日 - 白鵬翔、大相撲第69代横綱
- 3月11日 - ルイス・エルナンデス、フィギュアスケート選手
- 3月12日 - アンダーソン・ゴメス、プロ野球選手
- 3月13日 - エミール・ハーシュ、俳優
- 3月15日 - カーティス・デイヴィス、サッカー選手
- 3月15日 - ケラン・ラッツ、俳優、モデル
- 3月17日 - トゥーバ・カラデミル、フィギュアスケート選手
- 3月20日 - ジョニー・ベンタース、メジャーリーグベースボール選手
- 3月20日 - 方丹、フィギュアスケート選手
- 3月20日 - ロニー・ブリュワー、バスケットボール選手
- 3月21日 - ウイルソン・ロドリゲス・フォンセカ、サッカー選手
- 3月21日 - エイドリアン・ピーターソン、アメリカンフットボール選手
- 3月23日 - メンフィス・モンロー、ポルノ女優
- 3月24日 - 綾瀬はるか、女優
- 3月25日 - 小林裕介、声優
- 3月26日 - カントク、イラストレーター・グラフィッカー・原画家
- 3月26日 - キーラ・ナイトレイ、女優
- 3月28日 - スタン・ワウリンカ、テニス選手
- 3月28日 - チアゴ・ダ・シルバ、野球選手
- 3月30日 - ダン・ランズラー、プロ野球選手
- 3月31日 - オレクサンドル・クラトフ、オリエンテーリング選手

### 4月
- 4月2日 - ステファン・ランビエール、フィギュアスケート選手
- 4月3日 - タイロン・レモント、メジャーリーグベースボール選手
- 4月3日 - ヤリ＝マティ・ラトバラ、カーレーサー
- 4月3日 - レオナ・ルイス、歌手
- 4月4日 - ルディ・フェルナンデス、バスケットボール選手
- 4月5日 - イアン・スチュワート、メジャーリーグベースボール選手
- 4月5日 - エクトル・オリベラ、野球選手
- 4月5日 - ラスティングス・ミレッジ、プロ野球選手
- 4月7日 - アントニー・クラストゥス、騎手
- 4月8日 - フィリップ・アダムスキー、オリエンテーリング選手
- 4月8日 - ホフマン・ノーラ、フィギュアスケート選手
- 4月9日 - アントニオ・ノチェリーノ、サッカー選手
- 4月9日 - デビッド・ロバートソン (野球)
- 4月9日 - 山下智久、歌手、俳優、タレント
- 4月10日 - イゴール・マチプラ、フィギュアスケート選手
- 4月10日 - ドリュー・ミーキンス、フィギュアスケート選手
- 4月10日 - ヘスス・ガメス、サッカー選手
- 4月10日 - ホベルチ・ペレイラ・ダ・シルバ、サッカー選手
- 4月11日 - 李根鎬、サッカー選手
- 4月11日 - パブロ・エルナンデス、サッカー選手
- 4月12日 - 青柳翔、俳優、歌手
- 4月12日 - アドニス・ガルシア、プロ野球選手
- 4月14日 - クリストフ・ライトゲープ、サッカー選手
- 4月15日 - アーロン・ラフィー、メジャーリーガー
- 4月15日 - ジョン・ダンクス、メジャーリーガー
- 4月16日 - アンドレアス・グランクヴィスト、サッカー選手
- 4月16日 - タイエ・タイウォ、サッカー選手
- 4月16日 - ネイサン・ディアス、格闘家
- 4月16日 - ルオル・デン、バスケットボール選手
- 4月17日 - ジョー＝ウィルフリード・ツォンガ、テニス選手
- 4月17日 - ルーニー・マーラ、女優
- 4月18日 - ウカシュ・ファビアンスキ、サッカー選手
- 4月18日 - 嶋村侑、声優
- 4月18日 - レイチェル・スミス、モデル
- 4月19日 - ヴァロン・ベーラミ、サッカー選手
- 4月19日 - 平田真菜、声優
- 4月20日 - パヴレ・ニンコヴ、サッカー選手
- 4月21日 - 李綺欣、フィギュアスケート選手
- 4月22日 - エレイン・ホー（クッキーズ）
- 4月22日 - マーガレット・アデオイエ、陸上選手
- 4月23日 - エミリオ・ボニファシオ、メジャーリーグベースボール選手
- 4月23日 - トニー・マルティン、自転車競技選手
- 4月23日 - マリアンヌ・クルス、モデル
- 4月24日 - グエン・トラン・フォク・アン、野球選手
- 4月24日 - コートニー・ドレイパー、女優
- 4月24日 - 名塚佳織、声優、舞台女優、歌手
- 4月25日 - アンドレア・コーダ、サッカー選手
- 4月25日 - ギド・ヴァン・デル・ガルデ、レーシングドライバー
- 4月26日 - ナム・ギュリ、女優、歌手
- 4月28日 - 高塚紀行、レスリング選手
- 4月28日 - デイヴィダス・スタグニウナス、フィギュアスケート選手
- 4月29日 - チャッド・ハフマン、プロ野球選手
- 4月30日 - ガル・ガドット、モデル、女優
- 4月30日 - ミカエル・メルケフ、自転車競技選手

### 5月
- 5月2日 - サラ・ヒューズ、フィギュアスケート選手
- 5月2日 - ジャロッド・サルタラマッキア、メジャーリーグベースボール選手
- 5月2日 - デヴィッド・ニュージェント、サッカー選手
- 5月2日 - リリー・アレン、歌手
- 5月3日 - アンドレ・リマ、サッカー選手
- 5月3日 - エセキエル・ラベッシ、サッカー選手
- 5月3日 - キーラ・グレイシー、柔道選手
- 5月4日 - フェルナンド・ルイス・ローザ、サッカー選手
- 5月5日 - セルゲイ・ハチャトゥリアン、バイオリニスト
- 5月6日 - クリス・ポール、バスケットボール選手
- 5月7日 - ミハイル・イグナティエフ、自転車競技選手
- 5月7日 - ミラン・プロヴィッチ、サッカー選手
- 5月8日 - サーシャ・カーン、バスケットボール選手
- 5月8日 - ダビド・コルコレス、サッカー選手
- 5月8日 - 藤井ゆきよ、声優
- 5月9日 - エスイ、プロレスラー
- 5月9日 - ルカ・ロッセッティーニ、サッカー選手
- 5月10日 - シャナ・マリー・マクラフリン、アダルトモデル
- 5月11日 - ウラジミール・ズーエフ、フィギュアスケート選手
- 5月12日 - ハイメ・ガビラン、サッカー選手
- 5月13日 - ハビエル・バルボア、サッカー選手
- 5月15日 - ジム・アドゥチ、プロ野球選手
- 5月15日 - ダニエレ・ガッロッパ、サッカー選手
- 5月16日 - 大倉忠義、タレント、歌手、俳優、関ジャニ∞
- 5月17日 - ジョアン・トマス・カンパソル、サッカー選手
- 5月17日 - フレフ・ファンアヴェルマート、自転車競技選手
- 5月17日 - マット・ライアン、アメリカンフットボール選手
- 5月19日 - ハメッド・ハッダディ、バスケットボール選手
- 5月20日 - ミゲル・ロブステ、サッカー選手
- 5月21日 - アレクサンダー・ダーレ・オーエン、水泳選手（+ 2012年）
- 5月21日 - アンドリュー・ミラー、メジャーリーガー
- 5月21日 - エイドリアン・ピーターソン、アメリカンフットボール選手
- 5月21日 - マーク・カヴェンディッシュ、自転車競技選手
- 5月21日 - ムティア・ブエナ（シュガーベイブス）
- 5月22日 - トランクイロ・バルネッタ、サッカー選手
- 5月22日 - リック・バンデンハーク、メジャーリーグベースボール選手
- 5月23日 - セク・シセ、サッカー選手
- 5月23日 - セバスティアン・フェルナンデス、サッカー選手
- 5月23日 - ピーター・ラモス、バスケットボール選手
- 5月23日 - 南晶人、ミュージカル俳優
- 5月24日 - 山下健二郎、パフォーマー（三代目J Soul Brothers）、俳優、ラジオパーソナリティ
- 5月25日 - キム・ミンジ、バレーボール選手
- 5月25日 - デンバ・バ、サッカー選手
- 5月25日 - ブラッドリー・ライト＝フィリップス、サッカー選手
- 5月27日 - 姜建銘、プロ野球選手
- 5月27日 - ロベルト・ソルダード、サッカー選手
- 5月28日 - キャリー・マリガン、女優
- 5月28日 - コルビー・キャレイ、歌手
- 5月28日 - コンスタンティノス・メンドリノス、サッカー選手
- 5月29日 - アン・パトリス・マクドノー、フィギュアスケート選手
- 5月29日 - アンデルソン・エルナネス・デ・カルヴァーリョ・アンドラーデ・リマ、サッカー選手
- 5月30日 - フェルナンド・サラス、メジャーリーガー
- 5月31日 - 松嵜麗、声優

### 6月
- 6月1日 - アレッサンドロ・マエストリ、プロ野球選手
- 6月1日 - クリスティアン・フォン・ハノーファー、ハノーファー王国王子子孫
- 6月1日 - タマラ・トデフスカ、歌手
- 6月1日 - ティルネシュ・ディババ、陸上選手
- 6月1日 - ニック・ヤング、バスケットボール選手
- 6月1日 - マルク・カルプレス、マウントゴックスCEO
- 6月2日 - 沢城みゆき、声優
- 6月3日 - エンクバット・バダルウーガン、ボクシング選手
- 6月3日 - ルーカス・ハレル、プロ野球選手
- 6月4日 - 浅利遼太、声優
- 6月4日 - アナ・カロリナ・レストン、モデル（+ 2006年）
- 6月4日 - アンナ＝レナ・グローネフェルト、テニス選手
- 6月4日 - エヴァン・ライサチェク、フィギュアスケート選手
- 6月4日 - ルーカス・ポドルスキ、サッカー選手
- 6月5日 - ジェレミー・アボット、フィギュアスケート選手
- 6月5日 - ルベン・デ・ラ・レー、サッカー選手
- 6月6日 - セバスティアン・ラーション、サッカー選手
- 6月6日 - ロドリゴ・アルチュビ、サッカー選手
- 6月7日 - 趙惠連、囲碁棋士
- 6月7日 - 三宅麻理恵、声優
- 6月7日 - リチャード・トンプソン、陸上選手
- 6月8日 - アレクサンダー・ディスパティエ、飛び込み選手
- 6月8日 - ホセ・ホアキン・ロハス、自転車競技選手
- 6月9日 - セバスチャン・テルフェア、バスケットボール選手
- 6月10日 - アンディ・シュレク、自転車競技選手
- 6月10日 - カイア・カネピ、テニス選手
- 6月13日 - アルベルト・サパテル、サッカー選手
- 6月13日 - ペドロ・ストロップ、メジャーリーガー
- 6月14日 - ハイビスカスみぃ、プロレスラー
- 6月14日 - マーヴィン・コンパー、サッカー選手
- 6月15日 - ネイディーン・コイル、歌手
- 6月16日 - トルネード・ソン、格闘家
- 6月16日 - パク・ビンナ、フィギュアスケート選手
- 6月17日 - 五関晃一アイドル (A.B.C-Z)
- 6月17日 - シモン・チェンバレン、スノーボーダー
- 6月17日 - マルコス・バグダティス、テニス選手
- 6月17日 - ラファエル・ソビス、サッカー選手
- 6月18日 - クリス・コグラン、メジャーリーガー
- 6月19日 - ナターシャ・クルスマノビッチ、バレーボール選手
- 6月19日 - ホセ・エルネスト・ソサ、サッカー選手
- 6月20日 - 相武紗季、女優
- 6月20日 - シルバニ・ムラドフ、レスリング選手
- 6月20日 - チョン・ジウォン、大韓民国のアナウンサー
- 6月20日 - ダーコ・ミリチッチ、バスケットボール選手
- 6月20日 - フアン・マヌエル・トーレス、サッカー選手
- 6月20日 - ブルックス・ブラウン、メジャーリーガー
- 6月21日 - 荒木治丞、野球選手
- 6月21日 - クリス・アレン、歌手
- 6月21日 - マリナ・アガニナ、フィギュアスケート選手
- 6月22日 - ソフォクリース・スコーツァニーティス、バスケットボール選手
- 6月22日 - ルーク・ゾマー、野球選手
- 6月23日 - 呉家亮、フィギュアスケート選手
- 6月25日 - カリム・マトムール、サッカー選手
- 6月25日 - スコット・ブラウン、サッカー選手
- 6月27日 - スベトラーナ・クズネツォワ、テニス選手
- 6月27日 - ニコ・ロズベルグ、F1レーサー
- 6月28日 - アンセルモ・モレノ、プロボクサー
- 6月30日 - コーディ・ラネルズ、プロレスラー
- 6月30日 - トレバー・アリーザ、バスケットボール選手
- 6月30日 - パット・ベンディット、メジャーリーガー
- 6月30日 - マイケル・フェルプス、競泳選手
- 6月30日 - ラファウ・ブレハッチ、ピアニスト

### 7月
- 7月1日 - ヨードセングライ・フェアテックス、キックボクサー
- 7月2日 - アシュレイ・ティスデイル、女優
- 7月3日 - グレッグ・レイノルズ、プロ野球選手
- 7月3日 - トム・デ・ステル、サッカー選手
- 7月5日 - サミュエル・テトロー、フィギュアスケート選手
- 7月6日 - ナオミ・ナリ・ナム、フィギュアスケート選手
- 7月6日 - 布団ちゃん、ゲーム実況者
- 7月7日 - ヌットサラ・トムコム、バレーボール選手
- 7月7日 - レイソン・セプティモ、プロ野球選手
- 7月8日 - エイドリアナ・リン、ポルノ女優
- 7月9日 - アシュリー・ヤング、サッカー選手
- 7月9日 - キャシー・リョン、歌手
- 7月9日 - クリスチャン・サイボーグ、格闘家
- 7月9日 - コンスタンツェ・パウリヌス、フィギュアスケート選手
- 7月9日 - ジェフ・カプラン、野球選手
- 7月10日 - マリオ・ゴメス、サッカー選手
- 7月11日 - 李帥、野球選手
- 7月12日 - エドガルド・バイエス、プロ野球選手
- 7月12日 - ジャンルカ・クルチ、サッカー選手
- 7月12日 - ナターシャ・ポーリー、モデル
- 7月13日 - アハマド・ブストミ、サッカー選手
- 7月13日 - ギジェルモ・オチョア、サッカー選手
- 7月14日 - イ・グァンス、俳優、ファッションモデル
- 7月14日 - ハビエル・ドミンゲス、元マイナーリーガー
- 7月15日 - イゴール・ユルコビッチ、キックボクサー
- 7月15日 - 元晟溱、囲碁棋士
- 7月15日 - 盧廣仲、歌手
- 7月16日 - 日笠陽子、声優
- 7月16日 - ブリース・ギドン、格闘家
- 7月17日 - オーレイドン・シスサマーチャイ、プロボクサー
- 7月18日 - ラミロ・ペーニャ、プロ野球選手
- 7月19日 - エバン・スクリブナー、メジャーリーガー
- 7月19日 - 周海濱、サッカー選手
- 7月19日 - ダリヤ・ピシャルニコワ、陸上選手
- 7月19日 - ラマーカス・オルドリッジ、バスケットボール選手
- 7月20日 - ルイス・J・ヴァンジル、陸上選手
- 7月21日 - クリスタル・チョン (HotCha)
- 7月21日 - 陳偉殷、メジャーリーガー
- 7月23日 - アンナ・マリア・ミューエ、女優
- 7月23日 - レナルダス・セイブティス、バスケットボール選手
- 7月24日 - 呉章銀、サッカー選手
- 7月24日 - デニス・レウシン、フィギュアスケート選手
- 7月25日 - ジェームズ・ラファティ、俳優
- 7月25日 - ネルソン・ピケJr.、レーシングドライバー
- 7月26日 - アンドレイ・グリアゼフ、フィギュアスケート選手
- 7月26日 - ガエル・クリシー、サッカー選手
- 7月26日 - 加藤夏希、女優、タレント
- 7月26日 - フランシスコ・モリネーロ、サッカー選手
- 7月26日 - ブリス・フェイユ、自転車競技選手
- 7月27日 - ルー・テイラー・プッチ、俳優
- 7月28日 - クリスティアン・ズース、卓球選手
- 7月28日 - ティニーシャ・ケリー、歌手
- 7月28日 - ブリジトカ・モルナル、バレーボール選手
- 7月28日 - ヘンリー・ソーサ、プロ野球選手
- 7月28日 - モニカ・アボット、ソフトボール選手
- 7月29日 - ホナタン・マイダナ、サッカー選手
- 7月30日 - エレナ・ゲオルゲ、歌手
- 7月30日 - ベンヤミン・クライブリンク、フェンシング選手
- 7月30日 - ルカ・ラノッテ、フィギュアスケート選手
- 7月31日 - エヴァ・ヤネヴァ、バレーボール選手
- 7月31日 - 張元準、プロ野球選手
- 7月31日 - ブライミン・キプロプ・キプルト、陸上選手

### 8月
- 8月1日 - アダム・ジョーンズ、メジャーリーグベースボール選手
- 8月1日 - ギンティ・ブレーダ、キックボクサー
- 8月1日 - ゲガール・ムサシ、格闘家
- 8月2日 - アントワネット・ナナ・ジムー、陸上競技選手
- 8月2日 - ジミー・ブリアン、サッカー選手
- 8月2日 - 張紫音、バレーボール選手
- 8月3日 - アトス・プーリェ、サッカー選手
- 8月4日 - アレクシス・ルアーノ、サッカー選手
- 8月4日 - アントニオ・バレンシア、サッカー選手
- 8月4日 - マーク・ミリガン、サッカー選手
- 8月4日 - レオナルド・デ・ジェスス・ジェラウド、サッカー選手
- 8月5日 - エヴァ・ユーキウ、歌手
- 8月5日 - サロモン・カルー、サッカー選手
- 8月6日 - バフェタンビ・ゴミ、サッカー選手
- 8月9日 - アナ・ケンドリック、女優
- 8月9日 - 木南晴夏、女優
- 8月9日 - フィリペ・ルイス・カスミルスキ、サッカー選手
- 8月10日 - 鶴竜力三郎、大相撲第71代横綱
- 8月11日 - 趙博、野球選手
- 8月12日 - ジョナタン・ソラーノ、メジャーリーガー
- 8月13日 - マティア・パシーニ、カーレーサー
- 8月14日 - アシュリン・ブルック、ポルノ女優
- 8月14日 - エスミル・ロジャース、プロ野球選手
- 8月14日 - シャーロット・ケイト・フォックス、女優
- 8月16日 - クリスティン・ミリオティ、女優、歌手
- 8月16日 - ダリック・バートン、メジャーリーグベースボール選手
- 8月17日 - 蒼井優、女優
- 8月17日 - 加藤純一、タレント、ゲーム実況者
- 8月17日 - ガリドマグナイ・バヤスガラン、サッカー選手
- 8月18日 - 姜珉鎬、野球選手
- 8月18日 - ソフィア・クルテシス、ミュージシャン
- 8月18日 - デビッド・プライス、メジャーリーグベースボール選手
- 8月19日 - ジョシュ・ペッパーズ、バスケットボール選手
- 8月19日 - リンゼイ・ジャコベリス、スノーボーダー
- 8月20日 - アルバロ・ネグレド、サッカー選手
- 8月20日 - 庄司宇芽香、声優
- 8月20日 - ブラント・ドーハティ、俳優
- 8月21日 - ニコラス・アルマグロ、テニス選手
- 8月22日 - ホルヘ・リナレス、プロボクサー
- 8月24日 - デスティニー・デイヴィス、プレイメイト
- 8月24日 - B.J.ヒューバート、野球選手
- 8月25日 - イゴル・ブルザノヴィッチ、サッカー選手
- 8月26日 - エリック・フライヤー、メジャーリーガー
- 8月26日 - クリストファー・メイビー、フィギュアスケート選手
- 8月26日 - デビッド・プライス、メジャーリーガー
- 8月28日 - デュアンテ・ヒース、プロ野球選手
- 8月30日 - イーモン・サリバン、競泳選手
- 8月30日 - リーゼル・ジョーンズ、競泳選手
- 8月31日 - ロランド・フォンセカ、サッカー選手

### 9月
- 9月1日 - ジャスミン・アレン、外国人タレント
- 9月3日 - 梶裕貴、声優
- 9月3日 - スコット・カーソン、サッカー選手
- 9月3日 - タイロン・スポーン、キックボクサー
- 9月3日 - リカルジーニョ、フットサル選手
- 9月4日 - ラウール・アルビオル、サッカー選手
- 9月4日 - ブレイク・オチョア、野球選手
- 9月6日 - ミッチ・モアランド、メジャーリーガー
- 9月7日 - 張飛、プロボクサー（+ 2008年）
- 9月7日 - ミッチ・ライブリー、プロ野球選手
- 9月7日 - マルシオ・ラファエウ・フェレイラ・デ・ソウザ、サッカー選手
- 9月8日 - デニス・ファン、フィギュアスケート選手
- 9月9日 - J.R.スミス、バスケットボール選手
- 9月9日 - ルカ・モドリッチ、サッカー選手
- 9月10日 - アンソニー・スウォーザック、プロ野球選手
- 9月10日 - ニール・ウォーカー、メジャーリーガー
- 9月10日 - 松田翔太、俳優
- 9月10日 - ローラン・コシールニー、サッカー選手
- 9月13日 - トーマス・プラーガー、サッカー選手
- 9月14日 - アナ・セシリャ・カントゥ、フィギュアスケート選手
- 9月14日 - 上戸彩、女優
- 9月14日 - デルモン・ヤング、メジャーリーガー
- 9月15日 - アレクサンドル・オベチキン、アイスホッケー選手、ロシア
- 9月16日 - ファビオ・サントス・ロメウ、サッカー選手
- 9月16日 - マット・ハリソン、メジャーリーガー
- 9月17日 - アレクサンドル・オベチキン、アイスホッケー選手、ロシア
- 9月17日 - 北山宏光、俳優、タレント、Kis-My-Ft2の元メンバー
- 9月17日 - 金秉析、サッカー選手
- 9月17日 - シェリカ・ウィリアムズ、陸上選手
- 9月17日 - トマーシュ・ベルディハ、テニス選手
- 9月17日 - 仲林圭、プロ雀士
- 9月17日 - ユミット・コルクマツ、サッカー選手
- 9月18日 - ニック・プリエーゼ、野球選手
- 9月20日 - アルバン・プレオベール、フィギュアスケート選手
- 9月20日 - デイヴィッド・ストックデイル、サッカー選手
- 9月20日 - ロナルド・ズバル、サッカー選手
- 9月22日 - オルガ・クバシェビッチ、バレーボール選手
- 9月23日 - クリス・ジョンソン、アメフト選手
- 9月23日 - 後藤真希、元モーニング娘。
- 9月23日 - ジョバ・チェンバレン、メジャーリーガー
- 9月23日 - ホセイン・カエビ、サッカー選手
- 9月24日 - ホナタン・ソリアーノ・カサス、サッカー選手
- 9月25日 - ボー・シュルツ、メジャーリーガー
- 9月25日 - ブラッド・バーゲセン、プロ野球選手
- 9月26日 - 秋山莉奈、女優、タレント
- 9月26日 - タルラ・ライリー、女優
- 9月27日 - 王旭、レスリング選手
- 9月28日 - シンドン、歌手、俳優、タレント
- 9月29日 - カルビン・ジョンソン、アメリカンフットボール選手
- 9月29日 - ダニ・ペドロサ、MotoGPライダー
- 9月30日 - クリスティアン・ロドリゲス、サッカー選手
- 9月30日 - ジェイミー・ロマック、プロ野球選手
- 9月30日 - ダニエル・ロバートソン、メジャーリーガー
- 9月30日 - T-ペイン、歌手

### 10月
- 10月1日 - ディジー・ラスカル、歌手
- 10月2日 - アレクサンダー・スミット、メジャーリーグベースボール選手
- 10月2日 - クリスティーナ、モデル
- 10月2日 - チプリアン・マリカ、サッカー選手
- 10月2日 - リンダ・シュタール、陸上競技選手
- 10月4日 - ハレック・グレイシー、格闘家
- 10月4日 - シェパード・シバンダ、野球選手
- 10月4日 - 張丹、フィギュアスケート選手
- 10月5日 - カンディド・ヘスス、プロ野球選手
- 10月6日 - タルモ・キンク、サッカー選手
- 10月7日 - エバン・ロンゴリア、メジャーリーガー
- 10月7日 - 小嶋達也、プロ野球選手
- 10月7日 - ヤナ・ホフロワ、フィギュアスケート選手
- 10月8日 - ウエンツ瑛士、バラエティタレント
- 10月8日 - ブルーノ・マーズ、歌手
- 10月10日 - エカテリーナ・ルブレワ、フィギュアスケート選手
- 10月10日 - ドミニク・コルニュ、自転車競技選手
- 10月10日 - ヨエニス・セスペデス、野球選手
- 10月11日 - ミシェル・トラクテンバーグ、女優
- 10月12日 - イウソン・ペレイラ・ディアス・ジュニオール、サッカー選手
- 10月12日 - ミシェル・カーター、陸上競技選手
- 10月12日 - ライ・ヨナイタス、モデル
- 10月13日 - Fukase、SEKAI NO OWARIボーカル
- 10月14日 - グスタボ・カブラル、サッカー選手
- 10月14日 - ロドリゴ・イゼクソン・ドス・サントス・レイチ、サッカー選手
- 10月15日 - アーロン・アフラロ、バスケットボール選手
- 10月15日 - クリスティアン・フェルナンデス、サッカー選手
- 10月16日 - ケーシー・ストーナー、MotoGPライダー
- 10月17日 - カルロス・ゴンザレス、メジャーリーガー
- 10月17日 - コリンズ・ジョン、サッカー選手
- 10月18日 - チェ・ウヒョク、俳優
- 10月18日 - 野水伊織、声優
- 10月18日 - ヨエニス・セスペデス、メジャーリーガー
- 10月21日 - イゴール・スタセビチ、サッカー選手
- 10月21日 - サヘル・ローズ、タレント
- 10月22日 - ダグ・ラインハート、野球選手
- 10月22日 - デビッド・コップ、野球選手
- 10月22日 - ハディセ、歌手
- 10月22日 - 馮瀟霆、サッカー選手
- 10月23日 - カルロス・セデーノ、バスケットボール選手
- 10月24日 - ウェイン・ルーニー、サッカー選手
- 10月24日 - リオネル・ボクシス、ラグビー選手
- 10月25日 - イサ・エリアクゥ、サッカー選手
- 10月25日 - シアラ、歌手
- 10月25日 - 高垣彩陽、声優
- 10月26日 - アンドレア・バルニャーニ、バスケットボール選手
- 10月26日 - モンタ・エリス、バスケットボール選手
- 10月28日 - 陳詩淵、囲碁棋士
- 10月28日 - フアン・ホセ・エスポシト・ルイス、サッカー選手
- 10月29日 - 長谷川純、俳優、タレント
- 10月29日 - ヨンア、モデル
- 10月30日 - ラグナル・クラヴァン、サッカー選手
- 10月31日 - カーロン・クレメント、陸上選手
- 10月31日 - ジョルジェ・ラキッチ、サッカー選手

### 11月
- 11月2日 - ダヴォール・パロ、チェス選手
- 11月2日 - テリー・ドイル、プロ野球選手
- 11月3日 - フィリップ・チャウナー、サッカー選手
- 11月3日 - タイラー・ハンズブロー、バスケットボール選手
- 11月4日 - マルセル・ヤンセン、サッカー選手
- 11月6日 - 孫悦、バスケットボール選手
- 11月9日 - 彭筌、囲碁棋士
- 11月10日 - アレクサンダル・コラロヴ、サッカー選手
- 11月10日 - 呉敏霞、飛込競技選手
- 11月10日 - ネスタ・カーター、陸上選手
- 11月10日 - 三浦貴大、俳優
- 11月11日 - ルートン・シェルトン、サッカー選手（+ 2021年）
- 11月13日 - アズドルバル・カブレラ、メジャーリーガー
- 11月14日 - トーマス・フェルメーレン、サッカー選手
- 11月15日 - デュアン・ビロウ、プロ野球選手
- 11月16日 - カン・ユンス、レーシングドライバー
- 11月16日 - サンナ・マリン、政治家、フィンランド首相
- 11月16日 - マシュー・ウィルキンソン、フィギュアスケート選手
- 11月18日 - アリソン・フェリックス、陸上競技選手
- 11月19日 - ブラッド・ハーマン、メジャーリーガー
- 11月19日 - クリス・イーグルス、サッカー選手
- 11月19日 - グレゴリー・ケトエフ、レスリング選手
- 11月20日 - 炎亞綸（飛輪海）
- 11月20日 - マリア・ムホルトワ、フィギュアスケート選手
- 11月21日 - 陳偉霆、歌手、元Sun Boy'zメンバー
- 11月21日 - カーリー・レイ・ジェプセン、シンガーソングライター
- 11月21日 - ヘスス・ナバス、サッカー選手
- 11月22日 - アサモア・ギャン、サッカー選手
- 11月22日 - アダム・オッタビーノ、メジャーリーガー
- 11月22日 - 金無英、プロ野球選手
- 11月23日 - ヴィクトル・アン、ショートトラックスケート選手
- 11月25日 - マルクス・ヘルナー、クロスカントリースキー選手
- 11月25日 - ルリ・ディニ・アユ・サフィトリ、歌手
- 11月27日 - アリソン・ピル、女優
- 11月28日 - テオドール・サリエフ、キックボクサー
- 11月28日 - デニス・シュナイドミラー、キックボクサー
- 11月28日 - ルージャ・マグドルナ、歌手
- 11月29日 - シャノン・ブラウン、バスケットボール選手
- 11月30日 - ケイリー・クオコ、女優
- 11月30日 - ムスタファ・バヤル・サール、サッカー選手
- 11月30日 - 満島ひかり、女優
- 11月30日 - 宮崎あおい、女優

### 12月
- 12月1日 - アンドレッティ・ベイン、陸上選手
- 12月1日 - エミリアーノ・ヴィヴィアーノ、サッカー選手
- 12月1日 - ジェームス・スチュワート、レーサー
- 12月2日 - アモリ・ルボー、競泳選手
- 12月2日 - エルネスト・メヒア、プロ野球選手
- 12月3日 - アマンダ・サイフリッド、女優
- 12月3日 - 趙旭日、サッカー選手
- 12月3日 - フィリッパ・ハミルトン、ファッションモデル
- 12月3日 - マーカス・ウィリアムズ、バスケットボール選手
- 12月3日 - ラースロー・シェー、競泳選手
- 12月3日 - レアンドロ・ロドリゲス・ダ・シルバ、サッカー選手
- 12月3日 - ロバート・スウィフト、バスケットボール選手
- 12月4日 - カルロス・ゴメス、メジャーリーグベースボール選手
- 12月5日 - アンドレ・ピエール・ジニャック、サッカー選手
- 12月5日 - ジョシュ・スミス、バスケットボール選手
- 12月8日 - オレクシー・ペチェロフ、バスケットボール選手
- 12月8日 - ジョシュ・ドナルドソン、メジャーリーガー
- 12月8日 - ゼイビアー・カーター、陸上選手
- 12月8日 - ドワイト・ハワード、バスケットボール選手
- 12月8日 - メーガン・デュハメル、フィギュアスケート選手
- 12月10日 - クリステン・ロス、フィギュアスケート選手
- 12月10日 - ジョルジオ・ペトロシアン、キックボクサー
- 12月10日 - チャーリー・アダム、サッカー選手
- 12月10日 - 新田恵海、声優
- 12月10日 - レ・コン・ビン、サッカー選手
- 12月12日 - 貫地谷しほり、女優
- 12月12日 - デロン・ワシントン、バスケットボール選手
- 12月12日 - ヘム・ブンティン、陸上選手
- 12月13日 - アンディー・サイツ、フィギュアスケート選手
- 12月15日 - ジィ・アーヴィ、シンガー・ソングライター
- 12月16日 - 橘慶太、アーティスト w-inds.
- 12月16日 - ホセ・シャフェル、サッカー選手
- 12月17日 - 緒方龍一、アーティスト（元w-inds.）
- 12月17日 - フェルナンド・エイバッド、メジャーリーガー
- 12月18日 - タラ・コナー、モデル
- 12月18日 - ハナ・ソークポヴァ、モデル
- 12月19日 - ガリー・ケーヒル、サッカー選手
- 12月20日 - アマウリ・リーバス、プロ野球選手
- 12月20日 - エドゥアルド・アビラ、柔道家
- 12月21日 - ブライアン・シュリッター、プロ野球選手
- 12月24日 - アンドリュー・ロマイン、メジャーリーガー
- 12月25日 - 金廣閔、サッカー選手
- 12月26日 - 城田優、俳優
- 12月26日 - ダミール・マルコータ、バスケットボール選手
- 12月27日 - アディル・ラミ、サッカー選手
- 12月27日 - クリスティアン・ビジャグラ、サッカー選手
- 12月28日 - リサ・カント、モデル
- 12月30日 - オニェカチ・アパム、サッカー選手
- 12月30日 - パヴク・ヴィクトーリア、フィギュアスケート選手
- 12月30日 - ラース・ボーム、自転車競技選手

### 人物以外
- 3月27日 - オグリキャップ、競走馬（+ 2010年）

## ノーベル賞
- 物理学賞 - クラウス・フォン・クリッツィング（ドイツ）
- 化学賞 - ハーバート・ハウプトマン(アメリカ)、ジェローム・カール（アメリカ）
- 生理学・医学賞 - マイケル・ブラウン(アメリカ)、ヨセフ・ゴールドスタイン（アメリカ）
- 文学賞 - クロード・シモン（フランス）
- 平和賞 - 核戦争防止国際医師会議
- 経済学賞 - フランコ・モディリアーニ（アメリカ）